# Dingupa
Dingupa is een geslacht van hooiwagens uit de familie Triaenonychidae.
De wetenschappelijke naam Dingupa is voor het eerst geldig gepubliceerd door Forster in 1952. 

## Soorten
Dingupa is monotypisch en omvat slechts de volgende soort:
- Dingupa glauerti